# Недонь
Недонь (пол. Niedoń) — село в Польщі, у гміні Блашки Серадзького повіту Лодзинського воєводства.
Населення — 246 осіб (2011).
У 1975-1998 роках село належало до Серадзького воєводства.

## Демографія
Демографічна структура станом на 31 березня 2011 року:
|          | Загалом | Допрацездатний вік | Працездатний вік | Постпрацездатний вік |
| -------- | ------- | ------------------ | ---------------- | -------------------- |
| Чоловіки | 124     | 29                 | 77               | 18                   |
| Жінки    | 122     | 24                 | 61               | 37                   |
| Разом    | 246     | 53                 | 138              | 55                   |